# Osteoblast
Osteoblastele sunt celule mononucleare care formează țesutul osos. Pentru formarea oaselor, osteoblastele acționează în grupuri de celule, și nu individual. Grupurile organizate de osteoblaste și os format poartă denumirea de osteon. Sunt celule specializate formate din celule stem mezenchimale. Sintetizează molecule de colagen dense și proteine specializate în cantități mai mici, precum sunt osteocalcină și osteopontină.